# Xã Allen, Quận Polk, Iowa
Xã Allen (tiếng Anh: Allen Township) là một xã thuộc quận Polk, tiểu bang Iowa, Hoa Kỳ. Năm 2010, dân số của xã này là 2.448 người.